# Ciudad de vida y muerte
City of Life and Death o Ciudad de vida y muerte (en chino, 南京! 南京!; pinyin, Nánjīng! Nánjīng!) es la tercera película del director chino Lu Chuan. Trata sobre la batalla de Nankín y los sucesos posteriores, conocidos como el "saqueo de Nankín" o la masacre de Nankín durante la segunda Guerra Sino-Japonesa. La película también se conoce como Nanking! Nanking! o Nanjing! Nanjing!. 
Aunque originalmente el estreno fue programado para 2008, el director general de la SARFT (Administración del estado de Radio, Cine y Televisión) anunció en septiembre que se retrasaría hasta principios de 2009. Finalmente, este se produjo el 22 de abril de 2009, siendo un éxito de taquilla, alcanzando la recaudación la cifra de los 150 millones de RMB (unos 20 millones de dólares) sólo en sus dos primeras semanas y media.

## Argumento
City of Life and Death tiene lugar en 1937, en el primer año de la segunda guerra sino-japonesa (1937-1945), que fue parte también de la Segunda Guerra Mundial. Luego de ocupar el norte de China y vencer en la Batalla de Shanghái, el Ejército Imperial Japonés captura la capital de la República China de aquel momento, Nankín y procede a perpetrar la masacre de Nankín, un periodo de varias semanas donde se aniquiló masivamente a un gran número de prisioneros de guerra chinos y civiles. 
La película cuenta la historia de varios personajes, tanto históricos como ficticios, incluyendo un soldado chino, un profesor de escuela, un soldado japonés, un misionero extranjero y John Rabe, un hombre de negocios nazi que acabó finalmente salvando la vida de miles de civiles chinos.

## Reparto
- Liu Ye como Lu Jianxiong.
- Gao Yuanyuan como Jiang Shuyun.
- Hideo Nakaizumi como Kadokawa.
- Fan Wei como Mr. Tang
- Jiang Yiyan como Xiao Jiang.
- Ryu Kohata como Ida.
- Liu Bin como Shunzi.
- John Paisley en el papel de John Rabe.
- Beverly Peckous como Minnie Vautrin.
- Qin Lan como la señora Tang.
- Sam Voutas como Durdin.
- Yao Di como Tang Xiaomei.
- Zhao Yisui como Shunzi.

## Producción
El rodaje comenzó en Tianjin en octubre de 2007, trabajando con un presupuesto de 80 millones de yuanes (12 millones de dólares USA), y fue producida por China Film Group, Stella Megamedia, Media Asia y Jiangsu Broadcasting.
La película fue sometida a un largo periodo de análisis por los Censura china, esperando seis meses la aprobación del guion, y otros seis meses tras la finalización del rodaje. A pesar de todo, la SARFT obligó a efectuar algunos cambios y cortes menores, incluyendo la decapitación de un prisionero por un japonés, la escena de una mujer siendo despojada de su ropa antes de ser violada y el interrogatorio de un soldado chino por parte de un oficial japonés simpático.

## Estreno
City Of Life And Death fue estrenado con 535 copias en celuloide y 700 digitales el 22 de abril, recaudando aproximadamente 10,2 millones de $ (RMB70m) en los cinco primeros días. Esto hizo de ella el segundo mejor estreno en cuanto a recaudación de 2009 tras Red Cliff Part II de John Woo, que recaudo $14,86 millones (RMB 101,5 millones) en sus primeros cuatro días de estreno. El film también supone un recond de taquilla para su director, Lu Chuan, tras su segundo largometraje, Kekexili: Mountain Patrol que recaudó $1,26 millones (RMB8.6 millones) en 2004.

## Premios
La película fue galardonada con la Concha de Oro de la edición de 2009 del Festival Internacional de Cine de San Sebastián.

## Controversias
A pesar de su éxito, City of Life and Death también produjo controversias tras su estreno en su país de origen. En particular, se criticó bastante el retrato del soldado japonés Kadokawa como personaje simpático, lo que llevó a algunas personas a amenazar de muerte en internet al director y a su familia. En los primeros momentos tras su estreno las críticas a la cinta estuvieron a punto de provocar su retirada de las salas, siendo salvada por el apoyo personal de Li Changchun, un miembro del Politburó del Partido Comunista de China.